# Лучич, Тедди
Тедди Лучич (швед. Teddy Lučić; род. 15 апреля 1973, Бископсгорден, Гётеборг-Бохус) — шведский футбольный защитник и тренер.

## Карьера игрока
Начал свою карьеру в детской школе клуба «Лундбю ИФ», в 1991—1992 годах играл за основной состав этого клуба (четвёртый дивизион). В 1993 году перешёл в клуб «Вестра Фрёлунда», а после его вылета из высшего дивизиона по итогам 1995 года — ушёл в «ИФК Гётеборг». В следующем году в составе «Гётеборга» стал чемпионом страны.
Летом 1998 года его приобрела итальянская «Болонья», но за 1,5 сезона он сыграл за неё всего 9 матчей в Серии А, и в 2000 году Лучич вернулся в Швецию, в «АИК». После этого Лучич недолгое время и без особого успеха играл за английский «Лидс Юнайтед» и немецкий «Байер 04». Снова вернулся в Швецию в 2005 году в клуб «Хеккен», вместе с которым вылетел из высшего дивизиона и отыграл сезон 2007 года во втором дивизионе (Суперэттан). В составе «Хеккена» принимал участие в матчах Кубка УЕФА против московского «Спартака».
В начале 2008 года подписал контракт с «Эльфсборгом». 7 ноября 2010 года Лучич официально завершил карьеру футболиста.

## Карьера в сборной
В 1994 году Лучич был включен в заявку сборной страны на чемпионат мира, но так и не сыграл за неё. Свой первый матч за национальную команду он провёл 4 июня 1995 года против Бразилии (0:1).
Играл за сборную Швеции на Чемпионатах мира 2002, 2006 и на Чемпионатах Европы 2000, 2004. В своем последнем матче за сборную (на ЧМ-2006 против Германии) получил две жёлтые карточки и был удалён уже на 35-й минуте.

## Личная жизнь
Отец Лучича — хорват, а мать — финка. Он владеет домом в Финляндии, в городе Лаппеэнранта.

## Достижения
- Чемпион Швеции: 1996